# Owen County (Indiana)
Owen County ist ein County im US-Bundesstaat Indiana der Vereinigten Staaten. Der Verwaltungssitz (County Seat) ist Spencer.

## Geographie
Das County liegt im mittleren Südwesten von Indiana, ist im Westen etwa 70 km von Illinois entfernt und hat eine Fläche von 1004 Quadratkilometern, wovon sieben Quadratkilometer Wasserfläche sind. Es grenzt im Uhrzeigersinn an folgende Countys: Putnam County, Morgan County, Monroe County, Greene County und Clay County.
Durch das östliche Owen County fließt der White River, der größte vollständig in Indiana gelegene Fluss. Dieser bildet auch ein kurzes Stück der Grenze zum Monroe County. Im Norden befindet sich der Mill Creek, ein Quellfluss des Eel River, mit den größten Wasserfällen von Indiana (Cataract Falls), sowie ein Teil des Cagles Mill Lake. Der Eel River selbst durchfließt die südwestlichste Ecke von Owen County.

## Geschichte
Owen County wurde am 21. Dezember 1818 aus Teilen des Daviess County und des Sullivan County gebildet. Benannt wurde es nach Abraham Owen, einem Colonel und Helden der Schlacht von Tippecanoe.
15 Bauwerke und Stätten des Countys sind im National Register of Historic Places eingetragen (Stand 3. September 2017).

## Demografische Daten

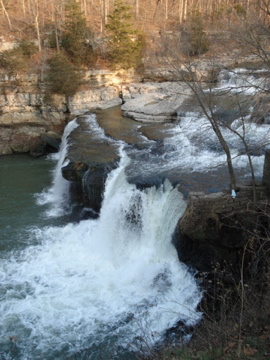
Die Cataract Falls im Norden des Countys, Teil der Lieber State Recreation Area

Nach der Volkszählung im Jahr 2000 lebten im Owen County 21.786 Menschen in 8282 Haushalten und 6194 Familien. Die Bevölkerungsdichte betrug 22 Einwohner pro Quadratkilometer. Ethnisch betrachtet setzte sich die Bevölkerung zusammen aus 98,21 Prozent Weißen, 0,25 Prozent Afroamerikanern, 0,37 Prozent amerikanischen Ureinwohnern, 0,17 Prozent Asiaten, 0,02 Prozent Bewohnern aus dem pazifischen Inselraum und 0,16 Prozent aus anderen ethnischen Gruppen; 0,82 Prozent stammten von zwei oder mehr Ethnien ab. 0,75 Prozent der Bevölkerung waren spanischer oder lateinamerikanischer Abstammung.
Von den 8282 Haushalten hatten 33,6 Prozent Kinder unter 18 Jahre, die mit ihnen im Haushalt lebten. 62,3 Prozent waren verheiratete, zusammenlebende Paare, 8,5 Prozent waren allein erziehende Mütter und 25,2 Prozent waren keine Familien. 21,3 Prozent waren Singlehaushalte und in 8,9 Prozent lebten Menschen mit 65 Jahren oder darüber. Die Durchschnittshaushaltsgröße betrug 2,60 und die durchschnittliche Familiengröße lag bei 3,00 Personen.
26,6 Prozent der Bevölkerung waren unter 18 Jahre alt, 7,2 Prozent zwischen 18 und 24, 28,8 Prozent zwischen 25 und 44 Jahre. 24,5 Prozent zwischen 45 und 64 und 12,8 Prozent waren 65 Jahre alt oder älter. Das Durchschnittsalter betrug 38 Jahre. Auf 100 weibliche Personen kamen 99 männliche Personen. Auf 100 Frauen im Alter von 18 Jahren und darüber kamen 97,8 Männer.
Das jährliche Durchschnittseinkommen eines Haushalts betrug 36.529 US-Dollar, das Durchschnittseinkommen der Familien 41.282 USD. Männer hatten ein Durchschnittseinkommen von 32.011 USD, Frauen 21.782 USD. Der Pro-Kopf-Einkommen betrug 16.884 USD. 6,1 Prozent der Familien und 9,4 Prozent der Bevölkerung lebten unterhalb der Armutsgrenze.

## Orte im County
- Adel
- Alaska
- Arney
- Atkinsonville
- Braysville
- Carp
- Cataract
- Coal City
- Cuba
- Cunot
- Daggett
- Denmark
- Devore
- Farmers
- Freedom
- Freeman
- Gosport
- Hubbell
- Jordan
- Lewisville
- New Hope
- Patricksburg
- Pottersville
- Quincy
- Romona
- Silex
- Smithville
- Southport
- Spencer
- Vandalia
- Vilas
- Wallace Junction
- Whitehall

Townships
- Clay Township
- Franklin Township
- Harrison Township
- Jackson Township
- Jefferson Township
- Jennings Township
- Lafayette Township
- Marion Township
- Montgomery Township
- Morgan Township
- Taylor Township
- Washington Township
- Wayne Township